# Турув (Любінський повіт)
Турув (пол. Turów, нім. Thauer) — село в Польщі, у гміні Шцинава Любінського повіту Нижньосілезького воєводства.
Населення — 254 особи (2011).
У 1975-1998 роках село належало до Легницького воєводства.

## Демографія
Демографічна структура станом на 31 березня 2011 року:
|          | Загалом | Допрацездатний вік | Працездатний вік | Постпрацездатний вік |
| -------- | ------- | ------------------ | ---------------- | -------------------- |
| Чоловіки | 133     | 29                 | 93               | 11                   |
| Жінки    | 121     | 26                 | 78               | 17                   |
| Разом    | 254     | 55                 | 171              | 28                   |